# ویتوریو کازارتی
ویتوریو کازارتی (انگلیسی: Vittorio Casaretti؛ زادهٔ ۲۴ اکتبر ۱۹۲۲) بازیکن فوتبال اهل ایتالیا است.
از باشگاه‌هایی که در آن بازی کرده‌است می‌توان به باشگاه فوتبال اینتر میلان اشاره کرد.